# Стави України

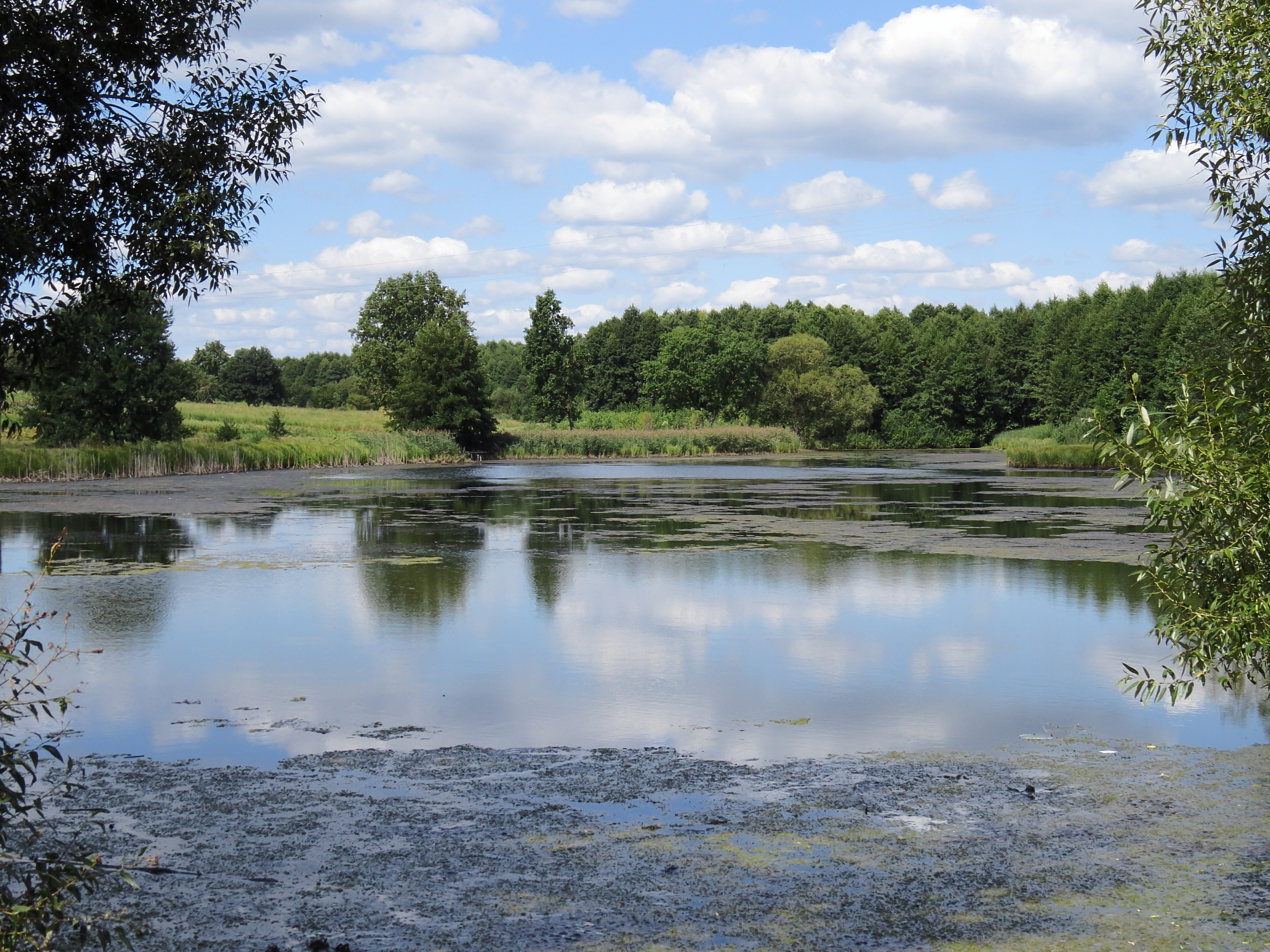
Став у селі Дмитрівка (Київська область)

Стави́ Украї́ни — мережа штучних водойм (ставів, ставків) на території України.
На річках і струмках України створено понад 49 400 ставів загальною площею понад 2890 км². Вони утримують понад 3969 млн м³ води. Для порівняння, кількість озер в Україні — понад 3 000 із загальною площею 200 тис. га.

## Розташування по областях
Існування великої кількості ставів зумовлено сприятливими природними умовами. Але певні відмінності рельєфу, гідрографії, клімату і ґрунтів території країни визначають різні умови будівництва й експлуатації ставів у різних регіонах. Територією України стави розміщено нерівномірно.
Найбільше ставів на Східному Поділлі (зокрема у Вінницькій області — близько 4850) і на Придніпровській височині (у Дніпропетровській області — 3292).
Найменше ставів у Карпатському регіоні (у Закарпатській області — 584) та Луганщині — 360.
Передано в оренду місцевими органами виконавчої влади та органами місцевого самоврядування 17860 ставів, або 36 % від загальної кількості їх в країні.
Найбільше орендованих ставів у Хмельницькій (64 %), Черкаській (62 %), Кіровоградській (48 %) областях. Найменше — у Херсонській області (2 %).

## Наявність ставів у межах адміністративно-територіальних утворень України[1]
| Адмін.-тер. утворення  | Кількість ставів, шт. | Площа ставів, га | Об'єм ставів, млн м³ | В оренді, шт. | В оренді, га |
| ---------------------- | --------------------- | ---------------- | -------------------- | ------------- | ------------ |
| АР Крим                | 1898                  | 12480            | 205,7                | 420           | 4790         |
| Вінницька обл.         | 4849                  | 24051            | 248                  | 871           | 7797         |
| Волинська обл.         | 867                   | 5077             | 57,2                 | 550           | 3674         |
| Дніпропетровська обл.  | 3292                  | 18812            | 274,8                | 835           | 7661         |
| Донецька обл.          | 2146                  | 12200            | 270,4                | 1011          | 7249         |
| Житомирська обл.       | 1822                  | 12106            | 152,9                | 638           | 4625         |
| Закарпатська обл.      | 584                   | 1617             | 22                   | 584           | 1617         |
| Запорізька обл.        | 1174                  | 9235             | 159,8                | 296           | 3113         |
| Івано-Франківська обл. | 1364                  | 5100             | 44,7                 | 549           | 2107         |
| Київська обл.          | 3175                  | 16990            | 244,9                | 952           | 5911         |
| Кіровоградська обл.    | 2761                  | 17896            | 205,1                | 1329          | 9332         |
| Луганська обл.         | 360                   | 2955             | 76,7                 | 109           | 889          |
| Львівська обл.         | 3055                  | 9120             | 115,2                | 892           | 3400         |
| Миколаївська обл.      | 1153                  | 9869             | 97,2                 | 471           | 4846         |
| Одеська обл.           | 992                   | 12118            | 198                  | 103           | 1459         |
| Полтавська обл.        | 2688                  | 19963            | 278,1                | 802           | 4118         |
| Рівненська обл.        | 1549                  | 8525             | 91                   | 1032          | 5458         |
| Сумська обл.           | 2191                  | 11384            | 123,9                | 537           | 4966         |
| Тернопільська обл.     | 886                   | 5627             | 58,8                 | 479           | 5247         |
| Харківська обл.        | 2538                  | 13174            | 228,6                | 1013          | 6420         |
| Херсонська обл.        | 1154                  | 12317            | 152,4                | 27            | 642          |
| Хмельницька обл.       | 2681                  | 17385            | 202,3                | 1719          | 12904        |
| Черкаська обл.         | 2984                  | 17456            | 246,6                | 1877          | 11433        |
| Чернівецька обл.       | 1243                  | 4524             | 45,2                 | 604           | 3512         |
| Чернігівська обл.      | 1839                  | 8470             | 155,4                | 160           | 1013         |
| м. Київ                | 103                   | 322              | 2,5                  | -*            | -            |
| м. Севастополь         | 96                    | 336              | 12                   | -             | -            |
| Разом по Україні       | 49444                 | 289109           | 3969,4               | 17860         | 124207       |

Примітка: -* — в оренді немає.

## Розташування по річкових басейнах
Найбільша кількість ставів серед басейнів річок України зосереджена в басейні Дніпра (понад 48 %). У басейні Південного Бугу — 20 %, Дністра — 11 %.
Найменше ставів у районі басейну річок Причорномор'я — 1,1 %.
Найбільше ставів передано в оренду місцевими органами виконавчої влади та органами місцевого самоврядування у басейні Дунаю (66 %), Південного Бугу (45 %). Понад 30 % ставів в оренді в басейнах Вісли (Західного Бугу та Сану), Дніпра, Дністра.
Найменше ставів в оренді у районі басейну річок Причорномор'я — 13 %.

## Наявність ставів у межахрайонів річкових басейнівна території України[1]
| Район річкового басейну   | Кількість ставів, шт. | Площа ставів, га | Об'єм ставів, млн м³ | В оренді, шт. | В оренді, га |
| ------------------------- | --------------------- | ---------------- | -------------------- | ------------- | ------------ |
| Вісли (Зах. Бугу та Сану) | 1456                  | 4810             | 58                   | 517           | 2349         |
| Дунаю                     | 1989                  | 10422            | 113,5                | 1313          | 5754         |
| Дністра                   | 5500                  | 23336            | 282,8                | 1771          | 10255        |
| Південного Бугу           | 9877                  | 56400            | 645,5                | 4412          | 29969        |
| Дніпра                    | 24043                 | 153278           | 2087,4               | 7735          | 58811        |
| Річок Причорномор'я       | 570                   | 5755             | 85,7                 | 73            | 1390         |
| Дону                      | 2679                  | 14183            | 295,9                | 1135          | 7237         |
| Річок Приазов'я           | 1336                  | 8109             | 182,9                | 484           | 3652         |
| Річок Криму               | 1994                  | 12816            | 217,7                | 420           | 4790         |
| Разом по Україні          | 49444                 | 289109           | 3969,4               | 17860         | 124207       |